# Археологический музей Салоник
Археологический музей Салоник (греч. Αρχαιολογικό Μουσείο Θεσσαλονίκης) хранит и экспонирует археологические находки разных периодов истории Салоник, а также области Македония в целом.
Здание музея, спроектированное греческим архитектором Патроклом Карантиносом, возведено в 1962 году. В 1980 году музей расширили достройкой крыла, в котором до 1977 года были выставлены находки из столицы Древней Македонии города Вергины. В период 2001—2004 гг. музей реконструирован, его экспозиция реорганизована.

## Экспозиция
В комнатах центральной части музея представлены коллекции артефактов от эпохи архаики до позднего римского периода, в частности скульптура этого периода и некоторые архитектурные элементы. 2 отдельные комнаты посвящены темам «Салоники римской эпохи» и «Архаичное кладбище Синдос». В других выставлены важные находки царского захоронения в Вергине, а также находки из Кладбища Дервени вместе с другими погребальными атрибутами, найденными на территории Великих Салоник. На первом этаже музея представлены также артефакты архаичного и доисторического периода.

### Известные экспонаты
- Кратер Дервени
- Статуя Гарпократа (конец II века до н. э.)
- Глава Сераписа (II век до н. э.)
- Золотой ларнакс, в котором, как полагают, содержались останки царя Филиппа II.
- Бронзовый шлем и золотая маска с кладбища в Синдосе (конец VI века до н. э.)
- Мраморные двери (македонская могила Святой Параскевы)
- Копия «Открытия Афродиты» (421/420 до н. э.)
- Золотые медали (250—225 до н. э.)
- Фрагменты инкрустированной пидоги (мозаика)
- Золотой щит (из королевской гробницы в Вергине)
- Золотые диадемы, золотые диски и золота головы Медузы Горгоны (350—325 до н. э.)